# Uferstauden

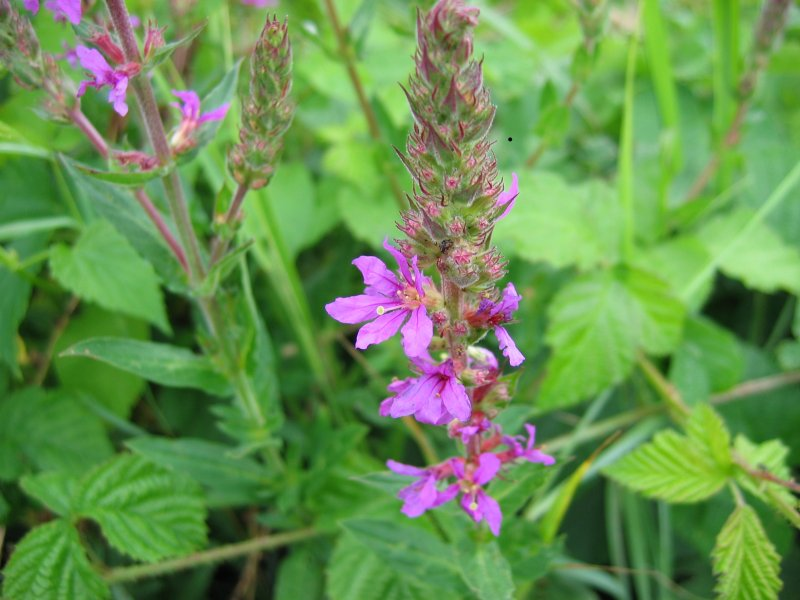
Gewöhnlicher Blutweiderich

Als Uferstauden bezeichnet man im Gartenbau die Stauden, die (anders als Prachtstauden oder Freiflächenstauden) nicht in einem normalen Gartenbeet gedeihen können, sondern als Standort Teichufer, Flachwasserzonen, Sümpfe oder Überflutungsböden benötigen. Anders als die Steingartenstauden oder Alpinen Stauden benötigen sie nasse Böden oder sogar eine Überflutung der Wurzeln.
Zu den Uferstauden zählen unter anderem:
- Sumpfdotterblume
- Blutweiderich
- Japanische Schwertlilie
- Sumpf-Schwertlilie
- Wiesen-Knöterich